# Stary Krotoszyn
Stary Krotoszyn (dawn. Krotoszyn Stary) – część miasta Krotoszyna w Polsce, położonego w województwie wielkopolskim, w powiecie krotoszyńskim, w gminie Krotoszyn. Rozpościera się w rejonie ulicy Jastrzębiej.
W Starym Krotoszynie znajduje się przystanek osobowy Krotoszyn Stary z 1900 roku na zlikwidowanej w 1986 roku linii Krotoszyńskiej Kolei Dojazdowej.

## Historia
Krotoszyn Stary to dawniej odrębna wieś, położona na północ od Krotoszyna. Do 1934 odrębna gmina jednostkowa w powiecie krotoszyńskim w województwie poznańskim. W latach 1934–54 gromada w zbiorowej gminie Krotoszyn. Wraz z reformą gminną jesienią 1954 Krotoszyn Stary został siedzibą nowo utworzonej gromady Krotoszyn Stary, a po jej zniesieniu 1 stycznia 1960, został włączony do nowo utworzonej gromady Krotoszyn-Północ w tymże powiecie.
1 stycznia 1970 wieś Krotoszyn Stary wraz z Kopieczkami wyłączono z gromady Krotoszyn-Północ, włączając ją do miasta Krotoszyna.